# Édith Butler
Édith Butler (nacida Marie Nicole Butler el 27 de julio de 1942) es una cantautora y folclorista canadiense de ascendencia acadia.

## Biografía
Butler nació en Paquetville en la península de Acadia en el condado de Gloucester, New Brunswick. Durante la década de 1960, estudió una licenciatura en artes, enseñó en la escuela y luego obtuvo una maestría en literatura y etnografía tradicional en la Universidad Laval en 1969.

### Trayectoria musical
Su carrera comenzó a principios de la década de 1960 con actuaciones en Moncton. En 1969, lanzó su álbum debut, "Chansons d'Acadie", de canciones tradicionales de Acadia. A esto le siguieron apariciones nacionales en el programa Singalong Jubilee de CBC Television, donde ganó popularidad y comenzó a recibir invitaciones para participar en varios festivales folclóricos canadienses y estadounidenses.
A principios de la década de 1970, representó a Canadá en la Exposición Universal de Osaka y realizó más de 500 conciertos en todo Japón. A continuación, emprendió varias giras musicales por Europa, destacando Irlanda, Alemania y Estados Unidos.
En total, Butler lanzó 28 álbumes entre 1969 y 2021. En 2019, cuando fue incluida en el Salón de la Fama de los Compositores Canadienses,   ya contaba con un disco de oro y dos de platino.

### Experiencia teatral
Butler también actuó en una pieza de Antonine Maillet titulada "Le tintamarre".

## Premios y reconocimientos
- Butler fue nombrada Oficial de la Orden de Canadá en junio de 1975.
- Fue una de los cuatro músicos fotografiados en la segunda serie de la Serie de artistas de grabación canadienses emitida por sellos postales de Canadá el 2 de julio de 2009.[3]
- En 2009, recibió el Premio de Artes Escénicas del Gobernador General por Logros Artísticos de por Vida, el honor más alto de Canadá en las artes escénicas.[4]
- En 2010, Butler recibió el premio Lifetime Achievement Award en los premios SOCAN franceses de 2010 en Montreal.
- En 2012 recibió el Premio del Teniente Gobernador por Alto Logro en las Artes para las Artes Escénicas.[5]
- En 2013, fue nombrada miembro de la Orden de New Brunswick.[6]
- En 2019, Butler fue incluida en el Salón de la Fama de los Compositores Canadienses.